# Cortinarius comptulus
Cortinarius comptulus M.M. Moser – gatunek grzybów należący do rodziny zasłonakowatych (Cortinariaceae).

## Systematyka i nazewnictwo
Pozycja w klasyfikacji według Index Fungorum: Cortinarius, Cortinariaceae, Agaricales, Agaricomycetidae, Agaricomycetes, Agaricomycotina, Basidiomycota, Fungi.
Po raz pierwszy opisał go w 1968 r. Meinhard Moser. Synonimy:

- Cortinarius fistularioides Reumaux, Bidaud & Fillion 2001
- Cortinarius griseosulcatus Carteret 2004
- Cortinarius hemitrichus var. americanus A.H. Sm 1944
- Cortinarius inolens var. parvinolens Bidaud & Carteret 2010
- Cortinarius jacobii Bidaud, Moënne-Locc. & Reumaux 2001
- Cortinarius laniatus Rob. Henry 1983
- Cortinarius sublatisporus Svrček 1968

## Morfologia
Kapelusz
Średnica do 19 mm, kształt płasko wypukły ze spiczastym garbem, higrofaniczny, z prześwitującymi blaszkami. Powierzchnia bardzo delikatnie aksamitna (widoczne jest to dopiero przez lupę), ciemnoszarobrązowa.
Blaszki
Do 25, l = 3, cienkie, dość gęste, brązowe, równe, o ostrzach tej samej barwy.
Trzon
Wysokość do 31 mm, grubość 4 mm, walcowaty, równy. Powierzchnia w stanie świeżym biała z białymi resztkami osłony, u młodych okazów z fioletowym odcieniem w górnej części, po dotknięciu brązowieje.
Miąższ
W stanie wilgotnym ciemnobrązowy, bez zapachu.
Cechy mikroskopowe
Zarodniki 7,0–8,0(–8,5) x 5,0–6,0, Q = 1,3–1,4(–1,5), średnie Q = 1,4, brodawkowate, silniej w kierunku wierzchołka, z wyrażnym wyrostkiem wnęki. Podstawki 27–41 × 19–22, 4-zarodnikowe, bezbarwna lub z bladobrązową zawartością. Cheilocystyd brak.

## Występowanie i siedlisko
Występuje w Ameryce Północnej, Europie i Azji. Brak go w opracowanym w 2003 r. przez Władysława Wojewodę wykazie wielkoowocnikowych grzybów podstawkowych Polski, pierwsze jego stanowiska w Polsce podano w 2013r. Aktualne stanowiska podaje także internetowy atlas grzybów. Znajduje się w nim na liście gatunków zagrożonych i wartych objęcia ochroną.
Naziemny grzyb mykoryzowy występujący pod wierzbami.